# Orthonops ovalis
Orthonops ovalis  (лат.) — вид мелких пауков рода Orthonops из семейства Caponiidae. Северная Америка: Мексика (штат Южная Нижняя Калифорния).

## Описание
Длина самцов до 5,26 мм (самки крупнее — до 8,44 мм), один из крупнейших видов своего рода. Имеют только 2 глаза. Развит вентральный полупрозрачный киль на переднем метатарзусе и сильно редуцированную полупрозрачную мембрану между метатарзусом и лапкой передней пары ног.
Вид Orthonops ovalis был впервые описан в 1924 году американским энтомологом академиком Натаном Бэнксом (Nathan Banks, 1868—1953; США) вместе с Tarsonops sternalis и другими таксонами. В 1995 году его валидность подтверждена в ходе родовой ревизии американским арахнологом профессором Норманом Платником (Norman I. Platnick; Американский музей естественной истории, США). Таксон Orthonops overtus включён в состав рода Orthonops Chamberlin, 1924 (вместе с Orthonops gertschi, Orthonops giulianii, Orthonops icenoglei, Orthonops lapanus, Orthonops overtus, Orthonops zebra и другими).